# Vasile Mogoș
Vasile Mogoș (IPA: /moɡoʃ/; Vaslui, 31 ottobre 1992) è un calciatore rumeno, difensore dell'U Craiova e della nazionale rumena.

## Biografia
Dal 1999 vive in Italia, a San Damiano d'Asti. È cugino della schermitrice paralimpica italo-rumena Andreea Mogoș.

## Caratteristiche tecniche
Terzino destro offensivo dotato di una buona capacità di corsa, in possesso di discrete doti tecniche. In grado di coprire ogni ruolo lungo l'out destro, in passato è stato impiegato anche da mezz'ala.

## Carriera

### Club
Muove i suoi primi passi nelle giovanili dell'Asti, con cui esordisce a 16 anni nel campionato di Eccellenza. Il 2 settembre 2015, rescisso il contratto con il Teramo dopo solo un mese – complice la condanna della società abruzzese per illecito sportivo – firma un biennale con la Reggiana.
Il 7 gennaio 2017 viene tesserato dall'Ascoli, firmando un accordo valido fino al 2020. Esordisce in Serie B il 14 febbraio in Ascoli-Pro Vercelli (3-0). Il 19 luglio 2018 viene tesserato dalla Cremonese. Mette a segno la sua prima rete con i grigiorossi il 31 agosto contro il Palermo (2-2). Il 24 settembre 2020 viene acquistato dal Chievo. Svincolatosi dal Chievo dopo il fallimento della società veneta, il 9 agosto 2021 si accorda a parametro zero con il Crotone, in Serie B. Chiude la sua esperienza calabrese il 4 luglio 2023, dopo 46 presenze e 4 reti, tornando in patria, al CFR Cluj.

### Nazionale
Esordisce in nazionale il 15 novembre 2019 contro la Svezia, in un incontro valido per le qualificazioni agli Europei 2020.
Nel giugno 2024 viene convocato dal CT Edward Iordănescu per il campionato d'Europa 2024 in Germania.

## Statistiche

### Presenze e reti nei club
Statistiche aggiornate al 1º settembre 2024.
| Stagione         | Squadra          | Campionato       | Campionato | Campionato | Coppe nazionali | Coppe nazionali | Coppe nazionali | Coppe continentali | Coppe continentali | Coppe continentali | Altre coppe | Altre coppe | Altre coppe | Totale | Totale |
| Stagione         | Squadra          | Comp             | Pres       | Reti       | Comp            | Pres            | Reti            | Comp               | Pres               | Reti               | Comp        | Pres        | Reti        | Pres   | Reti   |
| ---------------- | ---------------- | ---------------- | ---------- | ---------- | --------------- | --------------- | --------------- | ------------------ | ------------------ | ------------------ | ----------- | ----------- | ----------- | ------ | ------ |
| 2010-2011        | Asti             | D                | 36+1       | 1          | CI-D            | 0               | 0               | -                  | -                  | -                  | -           | -           | -           | 37     | 1      |
| 2011-2012        | Asti             | D                | 29         | 4          | CI-D            | 0               | 0               | -                  | -                  | -                  | -           | -           | -           | 29     | 4      |
| Totale Asti      | Totale Asti      | Totale Asti      | 65+1       | 5          |                 | 0               | 0               |                    | -                  | -                  | -           | -           | -           | 66     | 5      |
| 2012-2013        | Real Vicenza     | D                | 36+2       | 4          | CI-D            | 2               | 1               | -                  | -                  | -                  | -           | -           | -           | 40     | 5      |
| 2013-2014        | Porto Tolle      | 2D               | 13+3       | 2          | CI-LP           | 0               | 0               | -                  | -                  | -                  | -           | -           | -           | 16     | 2      |
| 2014-2015        | Lumezzane        | LP               | 29+2       | 4          | CI-LP           | 0               | 0               | -                  | -                  | -                  | -           | -           | -           | 31     | 4      |
| 2015-2016        | Reggiana         | LP               | 32         | 4          | CI+CI-LP        | 0+1             | 0               | -                  | -                  | -                  | -           | -           | -           | 33     | 4      |
| 2016-gen. 2017   | Reggiana         | LP               | 17         | 3          | CI+CI-LP        | 2+1             | 0+1             | -                  | -                  | -                  | -           | -           | -           | 20     | 4      |
| Totale Reggiana  | Totale Reggiana  | Totale Reggiana  | 49         | 7          |                 | 4               | 1               |                    | -                  | -                  | -           | -           | -           | 53     | 8      |
| gen.-giu. 2017   | Ascoli           | B                | 7          | 0          | CI              | 0               | 0               | -                  | -                  | -                  | -           | -           | -           | 7      | 0      |
| 2017-2018        | Ascoli           | B                | 39+2       | 1          | CI              | 2               | 0               | -                  | -                  | -                  | -           | -           | -           | 43     | 1      |
| Totale Ascoli    | Totale Ascoli    | Totale Ascoli    | 46+2       | 1          |                 | 2               | 0               |                    | -                  | -                  | -           | -           | -           | 50     | 1      |
| 2018-2019        | Cremonese        | B                | 36         | 4          | CI              | 1               | 0               | -                  | -                  | -                  | -           | -           | -           | 37     | 4      |
| 2019-2020        | Cremonese        | B                | 26         | 3          | CI              | 3               | 0               | -                  | -                  | -                  | -           | -           | -           | 29     | 3      |
| Totale Cremonese | Totale Cremonese | Totale Cremonese | 62         | 7          |                 | 4               | 0               |                    | -                  | -                  | -           | -           | -           | 66     | 7      |
| 2020-2021        | Chievo           | B                | 35+1       | 3+1        | CI              | 1               | 0               | -                  | -                  | -                  | -           | -           | -           | 37     | 4      |
| 2021-2022        | Crotone          | B                | 24         | 1          | CI              | 2               | 0               | -                  | -                  | -                  | -           | -           | -           | 26     | 1      |
| 2022-2023        | Crotone          | C                | 17+2       | 3          | CI-C            | 1               | 0               | -                  | -                  | -                  | -           | -           | -           | 20     | 3      |
| Totale Crotone   | Totale Crotone   | Totale Crotone   | 41+2       | 4          |                 | 3               | 0               |                    | -                  | -                  |             | -           | -           | 46     | 4      |
| 2023-2024        | CFR Cluj         | L1               | 25+9       | 0          | CR              | 4               | 0               | UECL               | 2                  | 1                  | -           | -           | -           | 40     | 1      |
| 2024-2025        | CFR Cluj         | L1               | 5          | 0          | CR              | 0               | 0               | UECL               | 6                  | 0                  | -           | -           | -           | 11     | 0      |
| Totale CFR Cluj  | Totale CFR Cluj  | Totale CFR Cluj  | 39         | 0          |                 | 4               | 0               |                    | 8                  | 1                  |             | -           | -           | 51     | 1      |
| 2025-2026        | FCU Craiova      | L1               | -          | -          | CR              | -               | -               | UECL               | -                  | -                  | -           | -           | -           | -      | -      |
| Totale carriera  | Totale carriera  | Totale carriera  | 428        | 38         |                 | 20              | 2               |                    | 8                  | 1                  |             | -           | -           | 456    | 41     |

### Cronologia presenze e reti in nazionale
| Cronologia completa delle presenze e delle reti in nazionale ― Romania | Cronologia completa delle presenze e delle reti in nazionale ― Romania | Cronologia completa delle presenze e delle reti in nazionale ― Romania | Cronologia completa delle presenze e delle reti in nazionale ― Romania | Cronologia completa delle presenze e delle reti in nazionale ― Romania | Cronologia completa delle presenze e delle reti in nazionale ― Romania | Cronologia completa delle presenze e delle reti in nazionale ― Romania | Cronologia completa delle presenze e delle reti in nazionale ― Romania |
| Data                                                                   | Città                                                                  | In casa                                                                | Risultato                                                              | Ospiti                                                                 | Competizione                                                           | Reti                                                                   | Note                                                                   |
| ---------------------------------------------------------------------- | ---------------------------------------------------------------------- | ---------------------------------------------------------------------- | ---------------------------------------------------------------------- | ---------------------------------------------------------------------- | ---------------------------------------------------------------------- | ---------------------------------------------------------------------- | ---------------------------------------------------------------------- |
| 15-11-2019                                                             | Bucarest                                                               | Romania                                                                | 0 – 2                                                                  | Svezia                                                                 | Qual. Euro 2020                                                        | -                                                                      |                                                                        |
| 11-11-2020                                                             | Ploiești                                                               | Romania                                                                | 5 – 3                                                                  | Bielorussia                                                            | Amichevole                                                             | -                                                                      |                                                                        |
| 18-11-2020                                                             | Belfast                                                                | Irlanda del Nord                                                       | 1 – 1                                                                  | Romania                                                                | UEFA Nations League 2020-2021 - 1º turno                               | -                                                                      | 67’                                                                    |
| 31-3-2021                                                              | Erevan                                                                 | Armenia                                                                | 3 – 2                                                                  | Romania                                                                | Qual. Mondiali 2022                                                    | -                                                                      | 24’                                                                    |
| 22-3-2024                                                              | Bucarest                                                               | Romania                                                                | 1 – 1                                                                  | Irlanda del Nord                                                       | Amichevole                                                             | -                                                                      | 46’                                                                    |
| 4-6-2024                                                               | Bucarest                                                               | Romania                                                                | 0 – 0                                                                  | Bulgaria                                                               | Amichevole                                                             | -                                                                      | 69’                                                                    |
| 7-6-2024                                                               | Bucarest                                                               | Romania                                                                | 0 – 0                                                                  | Liechtenstein                                                          | Amichevole                                                             | -                                                                      | 58’                                                                    |
| 2-7-2024                                                               | Monaco di Baviera                                                      | Romania                                                                | 0 – 3                                                                  | Paesi Bassi                                                            | Euro 2024 - Ottavi di finale                                           | -                                                                      | 38’                                                                    |
| Totale                                                                 |                                                                        | Presenze                                                               | 8                                                                      |                                                                        | Reti                                                                   | 0                                                                      |                                                                        |

## Palmarès

### Club

#### Competizioni regionali
- Eccellenza Piemonte-Valle d'Aosta: 1

Asti: 2009-2010 (Girone B)